# W43H
W43H（ダブリューよんさんエイチ）は、日立製作所（カシオ日立モバイルコミュニケーションズ）が開発し、KDDIおよび沖縄セルラー電話のauブランドで販売されたCDMA 1X WINの携帯電話である。
また、マイナーチェンジ機種のW43H II（ダブリューよんさんエイチ ツー）も2007年1月17日より順次発売された。

## 概要
W43HはW41Hの後継機で、2軸回転式の形状でワンセグに対応する。サイドのボタンはカシオのW41CA(W41Hと同時期に発売された機種)とほぼ同じ。W41Hと同じく、アナログチューナーは搭載せず、充電スタンドをテレビスタンドとしても使用できる。充電スタンドは回転させることで縦横切り替えることができる。ボタンは押しやすいタイルキーに改良されたほか、EZチャンネルプラス・EZニュースフラッシュ・デコレーションメールなどauの新サービスに対応した。EZ FeliCaのプリセットアプリはQUICPayに変更された。W42Hで搭載していたWシーン機能や6つのモバイル辞典も搭載し、auのWIN2006年秋冬モデルでは比較的ハイスペックな端末となっている。デザインはW41Hと同じく二層成型を施している。特に透明層が厚いのが特徴である(ただし、擦り傷が目立ちやすく、落としたりすると透明層にヒビが入ることがある)。
ワンセグの映像を動画として録画することも可能になった。本体のデータフォルダに保存する場合は最長約16分録画でき、外部メモリのmicroSDに保存する場合は、容量512MBのもので最長約2時間40分、2GBのもので約10時間40分録画できる。
ただし、データフォルダ容量が70MBから50MB、microSDを取り出す際、一度電池パックを抜かなければならない（この機種以降カシオ日立モバイルコミュニケーションズ製はこのスタイルに）、ディスプレイのサイズが2.7インチから2.6インチへ変更されるなど、スペックダウンした点もある。
W43H IIはカラーバリエーションと内蔵コンテンツの変更、microSDの公式対応容量が2GBに増えたこと以外はW43Hと相違点はない。
W43H II製造開始の同時期以降に製造されたW43Hも非公式に2GBのmicroSDに対応している。
プリセットされるアプリはバンダイナムコゲームスの「おためしばん ことばのパズル もじぴったん」。

## 不具合
2007年3月29日に公表。端末の電源ON時に、au ICカードの読み込み中に再起動を繰り返す場合がある（W43Hのみ。ただし、今後発行される予定の新仕様のカードのみで、現状では発生しない）。ケータイアップデートにて修正済み。

## 沿革
W43H
- 2006年8月28日 KDDIより発表。
- 2006年9月21日発売。

W43H II
- 2006年12月19日 KDDIより発表。
- 2007年1月17日関西/中国/九州エリア発売。

## 対応サービス
- EZテレビ（ワンセグ）
- au LISTEN MOBILE SERVICE (LISMO)
- PCサイトビューアー
- PCドキュメントビューアー
- 着うたフル
- EZ・FM
- EZ FeliCa
- EZナビウォーク
- EZ助手席ナビ
- EZチャンネル
- SD-Video
- SD-Audio
- 安心ナビ
- EZチャンネルプラス
- EZニュースフラッシュ
- デコレーションメール
- au My Page
- アドレス帳預けて安心サービス
- Hello Messenger